# Banachek
Banachek, pseudónimo de Steven Shaw (30 de noviembre de 1960), es un mentalista estadounidense. Banachek ha escrito libros sobre mentalismo, como Psychological Subtleties, y ha inventado varios efectos de magia y mentalismo.

## Biografía
Nació en Inglaterra y su infancia transcurrió en Sudáfrica y Australia. Desde su llegada a los Estados Unidos en 1976, se dedica a la magia.
Banachek ha trabajado como consultor en varios programas y espectáculos de magia. Ha colaborado con Penn & Teller, David Blaine, Lance Burton, James Randi y Criss Angel.
Banachek también es conocido por haber engañado a los científicos de la Universidad de Washington, haciéndoles creer que sus habilidades psíquicas eran reales, en el Proyecto Alfa (Project Alpha), un hoax dirigido por el escéptico James Randi a principios de la década de 1980. También participó en una investigación con Randi para saber más acerca de Peter Popoff, con ella se consiguió poner en evidencia sus falsas pretensiones.
Ha aparecido en varios programas de televisión como CNN Live, Mindfreak y Unscrewed with Martin Sargent.
En 2008 se fue de gira, junto con Bob Arno, Todd Robbins y Richard Turner, para presentar el espectáculo Hoodwinked.
El 12 de julio de 2009 dirigió una prueba preliminar, que formaba parte del desafío paranormal de un millón de dólares organizado por la Fundación Educativa James Randi, para cuestionar la habilidad rabdomántica de Connie Sonne.

## Premios
- Psychic Entertainers Association Dave Lederman Memorial Award (Awarded for Creativity in Mentalism) 1997[13]
- APCA (Association for the Promotion of Campus Activities) Entertainer of the Year 1998, 1999.[14]
- APCA College Campus Novelty Act of the Year 2000.[cita requerida]
- Psychic Entertainers Association Dan Blackwood Memorial Award (Awarded for Outstanding Contribution to the Art of Mentalism) 2006[13]
- Psychic Entertainers Association Dunninger Memorial Award (Awarded for Distinguished Professionalism in the Performance of Mentalism) 2007[13]
- Su libro Psychological Subtleties 2 ganó el primer premio en The Magic Woods Awards, al mejor libro del 2007.[cita requerida]

## Libros & videos
- Atmore, Joseph; Dunninger, Joseph; Banachek; Palmer, Bill (2001). Dunninger's Brain Busters. Humble, TX: H&R Magic Books. p. 111. OCLC 65215584.
- Banachek; Burlingame, Hardin J.; Wells, Scott R.; Gillett, S. Christopher (2002). Psychophysiological Thought Reading, or, Muscle Reading and the Ideomotor Response Revealed. Houston, Texas: Magic Inspirations. pp. 73. ISBN 9780970643810. OCLC 60349209.
- Banachek; Dyment, Doug; Wells, Scott R. (2007). Psychological Subtleties 2. Houston, Texas: Magic Inspirations. p. 206. ISBN 9780970643827. OCLC 310366497.
- Banachek (Featured Performer) (2004). Banachek's Psi Series (Motion picture). United States: L&L Publishing.